# Zunnar
Zunnar (scritto anche "zunar" o "zonai"; in arabo زنار‎? zunār) era una cintura o parte dell'abbigliamento che i non musulmani dovevano indossare per dimostrare di non essere musulmani ma dhimmi. L'obbligo di indossare lo zunnar fu annotato nel Patto di Umar.

## Utilizzi moderni
- Nel 2001, i talebani in Afghanistan hanno imposto agli indù afghani di indossare distintivi gialli.[2][3]
- Lo zunnar è un capo di abbigliamento palestinese utilizzato principalmente come cintura intorno alla vita.[4]